# Dichloro(1,5-cyclooctadiène)platine
Le dichloro(1,5-cyclooctadiène)platine est un composé organométallique de formule chimique (C8H12)PtCl2. Ce chlorure de platine est lié par quatre liaisons haptiques à un ligand 1,5-cyclooctadiène. Il se présente sous la forme d'un solide incolore, utilisé comme précurseur pour d'autres réactifs à base de platine par déplacement d'un de ses ligands. 
On peut l'obtenir en traitant du tétrachloroplatinate de potassium (en) K2PtCl4 par le 1,5-cyclooctadiène :
K2PtCl4 (en) + C8H12 ⟶ (C8H12)PtCl2 + 2 KCl.
Les données de cristallographie aux rayons X ont montré la géométrie moléculaire plane carrée de l'atome de platine,.